# 1 500 mètres masculin aux championnats du monde d'athlétisme en salle 2012
Navigation
2010 2014
Le 1 500 mètres masculin des Championnats du monde en salle 2012 a lieu les 9 et 10 mars dans l'Ataköy Athletics Arena.

## Records et performances

### Records
Les records du 1 500 m hommes (mondial, des championnats et par continent) étaient avant les championnats 2012, les suivants :
| Record du monde           | Hicham El Guerrouj | Maroc      | 3 min 31 s 18 | Stuttgart | 2 février 1997 |
| Record des championnats   | Hicham El Guerrouj | Maroc      | 3 min 33 s 77 | Maebashi  | 7 mars 1999    |
| Record d'Afrique          | Hicham El Guerrouj | Maroc      | 3 min 31 s 18 | Stuttgart | 2 février 1997 |
| Record d'Asie             | Belal Mansoor Ali  | Bahreïn    | 3 min 36 s 28 |           |                |
| Record d'Amérique du Nord | Bernard Lagat      | États-Unis | 3 min 35 s 23 |           |                |
| Record d'Amérique du Sud  | Agberto Guimarães  | Brésil     | 3 min 42 s 70 |           |                |
| Record d'Europe           | Andrés Manuel Díaz | Espagne    | 3 min 33 s 32 |           |                |
| Record d'Océanie          | Nicholas Willis    | Australie  | 3 min 35 s 80 |           |                |

### Bilans mondiaux
Les bilans mondiaux avant la compétition étaient :
| 1  | Abdalaati Iguider         | Maroc      | 3 min 34 s 10 |
| 2  | Bethwell Birgen           | Kenya      | 3 min 34 s 65 |
| 3  | Nixon Kiplimo Chepseba    | Kenya      | 3 min 34 s 70 |
| 4  | Ilham Tanui Özbilen       | Turquie    | 3 min 34 s 76 |
| 5  | Mekonnen Gebremedhin      | Éthiopie   | 3 min 34 s 89 |
| 6  | Silas Kiplagat            | Kenya      | 3 min 35 s 28 |
| 7  | Ismael Kipngetich Kombich | Kenya      | 3 min 35 s 49 |
| 8  | Bernard Lagat             | États-Unis | 3 min 36 s 20 |
| 9  | Collins Cheboi            | Kenya      | 3 min 46 s 43 |
| 10 | Mohamad Al-Garni          | Maroc      | 3 min 46 s 88 |

## Résultats

### Finale
| Rang               | Athlète               | Nation     | Temps         | Note |
| ------------------ | --------------------- | ---------- | ------------- | ---- |
| Médaille d'or      | Abdalaati Iguider     | Maroc      | 3 min 45 s 21 |      |
| Médaille d'argent  | Ilham Tanui Özbilen   | Turquie    | 3 min 45 s 35 |      |
| Médaille de bronze | Mekonnen Gebremedhin  | Éthiopie   | 3 min 45 s 90 |      |
| 4                  | Aman Wetiye           | Éthiopie   | 3 min 47 s 02 |      |
| 5                  | Ayanleh Souleiman     | Djibouti   | 3 min 47 s 35 |      |
| 6                  | Silas Kiplagat        | Kenya      | 3 min 47 s 42 |      |
| 7                  | Matthew Centrowitz    | États-Unis | 3 min 47 s 42 |      |
| 8                  | Francisco Javier Abad | Espagne    | 3 min 48 s 14 |      |
| 9                  | Amine Laâlou          | Maroc      | 3 min 49 s 14 |      |

### Séries
| Place | Athlète             | Nation      | Temps         | Note |
| ----- | ------------------- | ----------- | ------------- | ---- |
| 1     | Ilham Tanui Özbilen | Turquie     | 3 min 41 s 93 | Q    |
| 2     | Aman Wetiye         | Éthiopie    | 3 min 42 s 24 | Q    |
| 3     | Amine Laâlou        | Maroc       | 3 min 42 s 36 | Q    |
| 4     | Bethwell Birgen     | Kenya       | 3 min 42 s 72 |      |
| 5     | Galen Rupp          | États-Unis  | 3 min 43 s 39 | PB   |
| 6     | David Bustos        | Espagne     | 3 min 43 s 66 |      |
| 7     | Grégory Beugnet     | France      | 3 min 44 s 20 |      |
| 8     | Oleksandr Borysiuk  | Ukraine     | 3 min 44 s 28 |      |
| 9     | Lewis Moses         | Royaume-Uni | 3 min 45 s 04 |      |
| 10    | Mohamad Al-Garni    | Qatar       | 3 min 47 s 63 |      |
| 11    | Ciaran O'Lionaird   | Irlande     | 3 min 50 s 12 | PB   |
| 12    | Abdallahi Cheikh    | Mauritanie  | 4 min 47 s 24 | NR   |

| Place | Athlète               | Nation          | Temps         | Note  |
| ----- | --------------------- | --------------- | ------------- | ----- |
| 1     | Abdalaati Iguider     | Maroc           | 3 min 38 s 41 | Q     |
| 2     | Mekonnen Gebremedhin  | Éthiopie        | 3 min 39 s 16 | Q     |
| 3     | Ayanleh Souleiman     | Djibouti        | 3 min 39 s 51 | Q, NR |
| 4     | Matthew Centrowitz    | États-Unis      | 3 min 39 s 54 | q     |
| 5     | Silas Kiplagat        | Kenya           | 3 min 39 s 59 | q     |
| 6     | Francisco Javier Abad | Espagne         | 3 min 40 s 55 | q     |
| 7     | Yegor Nikolayev       | Russie          | 3 min 43 s 33 |       |
| 8     | Mohammed Shaween      | Arabie saoudite | 3 min 45 s 12 | NR    |
| 9     | Kemal Koyuncu         | Turquie         | 3 min 45 s 33 | SB    |
| 10    | Ryan Foster           | Australie       | 3 min 46 s 26 | PB    |
| 11    | James Brewer          | Royaume-Uni     | 3 min 47 s 58 |       |

## Légende
Records et Performances
- AR : Record continental (area record)
- CR : Record des championnats (championship record)
- MR : Record du meeting (meet record)
- NR : Record national (national record)
- OR : Record olympique (olympic record)
- PR : Record paralympique (paralympic record)
- PB : Record personnel (personal best)
- SB : Meilleure performance personnelle de la saison (season's best)
- WL : Meilleure performance mondiale de l'année (world leader)
- WJR : Record du monde junior (world junior record)
- WR : Record du monde (world record)

Circonstances et Conditions
- DNF : N'a pas terminé (did not finish)
- DNS : N'a pas pris le départ (did not start)
- DQ : Disqualification (disqualification)
- NM : Aucun essai valable enregistré (No Mark)
- Q : Qualifié « directement » au prochain tour (ou à la prochaine compétition), lors d'une compétition majeure, grâce au classement ou à la réalisation des minima (automatic qualifier)
- q : Qualifié au prochain tour (ou à la prochaine compétition), lors d'une compétition majeure, grâce au repêchage ou à la réalisation de l'une des meilleures performances parmi celles des « non qualifiés directement » (grâce au meilleur temps ou à la meilleure distance par exemple) (secondary qualifier)